# Madrasa Sahrij
Madrasa Sahrij o Madrasa al-Sahrij  (a veces también Madrasa Sihrij)  (en árabe: مدرسة الصهريج‎, romanizado: madrasat as-sahrij) es una madrasa de Fez. Se encuentra dentro de Fes el Bali, el antiguo barrio de la medina de la ciudad. La madrasa data del XIV, durante la época dorada de Fez bajo el dominio de la dinastía benimerín. La madrasa se encuentra cerca de la Mezquita de los Andaluces  y también está conectada con otra madrasa más pequeña construida en la misma época, la Madrasa Sba'iyyin.

## Historia

### Antecedentes históricos y función

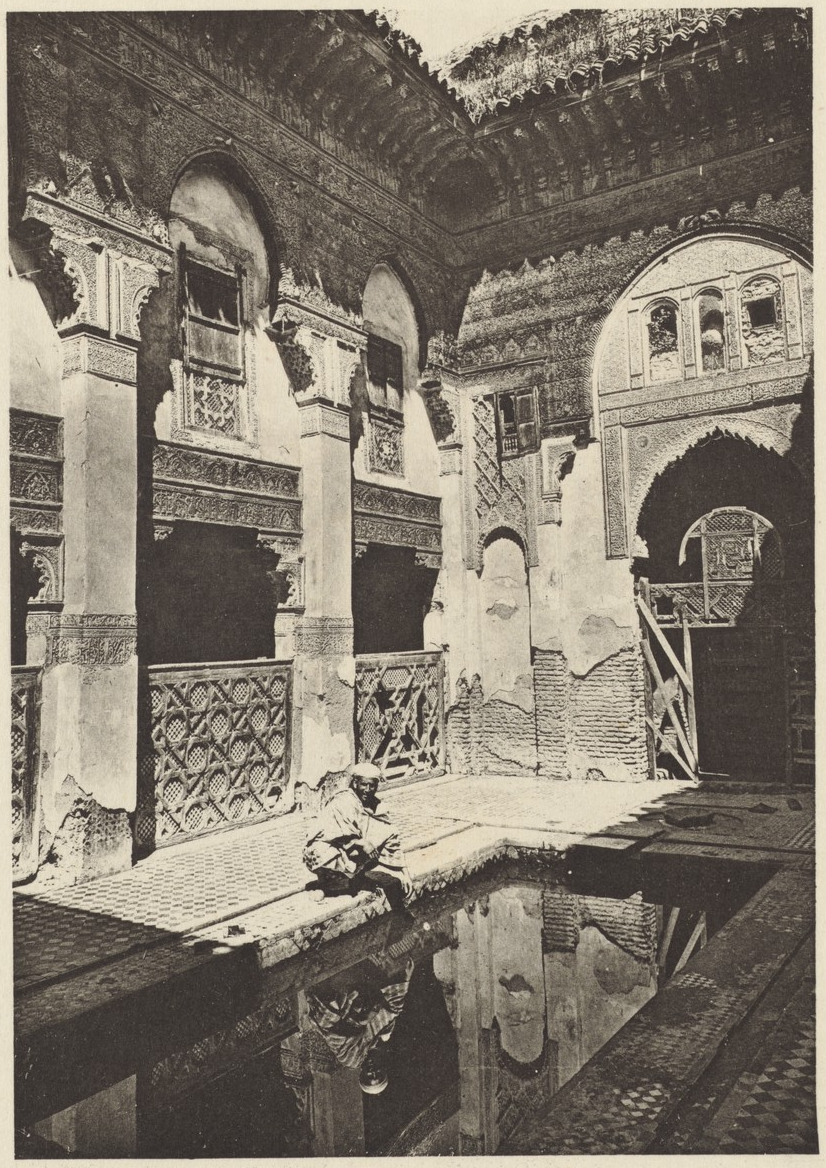
La madraza Sahrij hacia 1922, antes de las restauraciones modernas.

La madrasa fue encargada en 1321 por Abu ul-Hasan ben Uthmán, que por aquel entonces era príncipe y heredero de su padre, el sultán Abu Saíd Uthmán II. Una inscripción fundacional tallada en una placa de ónice de la sala de oración registra que la construcción finalizó en 1323 por Rabi' I, y que la enseñanza comenzó en esa época. Al parecer, Abu al-Hasan construyó la madrasa en honor a su padre. Se convirtió en sultán en 1331 y fue un prolífico mecenas de mezquitas y madrasas en Fez.
Según su inscripción fundacional, la madrasa se conocía originalmente como al-Madrasa al-Kubra (la ‘madrasa mayor) porque era más grande que las demás madrasas de la misma época.  También supuso una importante evolución en cuanto a la riqueza de su decoración, y presenta algunos de los primeros zelliges que se encuentran en cualquier madrasa marroquí. Se informó que la construcción de la madrasa había costado 100 000 piezas de oro. Más tarde pasó a llamarse madrasa as-Sahrij por el icónico sahrij (pila de agua) del centro de su patio (sahn). Abu al-Hassan también construyó otra madrasa más pequeña adyacente, encargada en 1323 y conocida inicialmente como al-Madrasa es-Sughra (la ‘madrasa menor’). Más tarde, esta madrasa pasó a llamarse Madrasa as-Sba'iyyin (más o menos: Madrasa de los que enseñan las siete lecturas del Qur'an), nombre que conserva en la actualidad, presumiblemente debido a la especialización de la madrasa en esta materia. Juntas, estas dos madrasas proporcionaban alojamiento y enseñanza a los estudiantes de la cercana mezquita de los Andaluces, al igual que las madrasas Seffarine y al-Attarine. servían a los estudiantes de la Universidad de Qarawiyyin al otro lado del río. Las madrasas también iban acompañadas de un  caravasar u hospicio, pero ya ha desaparecido.
La madrasa contaba con un alfaquí (juez y experto en fiqh) y otros cargos, como profesores y relatores del Corán, todos ellos con alojamiento y sueldo.  El mantenimiento y el funcionamiento de la madrasa se financiaban en gran parte con [dotación financiera|doteciones ]] benéficas designadas bajo un habūs o habiz (un fideicomiso de caridad  según la ley islámica). Además de su función como institución educativa, las madrasas meriníes como esta también podían servir como centros de vida comunitaria, funcionando como mezquita, casa de huéspedes y lugar de celebración de ceremonias locales.

### Restauraciones
Fue restaurada en múltiples ocasiones, entre ellas durante el periodo de la sultanato saadí (siglo XVI-principios del XVII) y de nuevo entre 1917 y 1924 por el Service des Beaux-Arts bajo el protectorado francés. Con el tiempo, el complejo cayó en el abandono. En los años 2000 se hicieron algunos esfuerzos iniciales para repararlo y protegerlo, entre ellos los del World Monuments Fund, pero la madrasa sufrió más actos vandálicos, como los graves daños causados a la madrasa contigua de Sba'iyyin en 2009 debido a los saqueos. Las dos madrasas fueron restauradas más recientemente por la agencia local de patrimonio ADER-Fès y reabiertas en 2017, como parte de un programa más amplio de rehabilitación de Fes el Bali que comenzó en 2013. Una vez finalizada la restauración, la madrasa Sahrij se destinó a albergar a estudiantes de la Universidad Qarawiyyin y a impartir cursos de caligrafía árabe.

## Arquitectura
La madrasa cubre 478 m2. La estructura sigue el patrón predominante de las madrasas de la era meriní, con un sahn (patio) rectangular rodeado de galerías que conducían a los alojamientos de los estudiantes a ambos lados. En el segundo piso también existían los dormitorios de los estudiantes, que sumaban un total de 26. En el lado sur del patio, frente a la entrada principal, había una sala de oración con un mihrab. En esta sala se encuentra la placa fundacional y la inscripción del edificio. El sahn está ricamente ornamentado con azulejos zellige, madera tallada y estuco tallado, en un estilo compartido con la arquitectura nazarí de la misma época, como la de los palacios de la Alhambra. Un pasaje entre el sahn y la entrada de la calle da acceso a las escaleras al nivel superior y luego a otro patio, algo más pequeño, al oeste que contiene las letrinas.

Detalles del edificio (antes de la restauración más reciente)
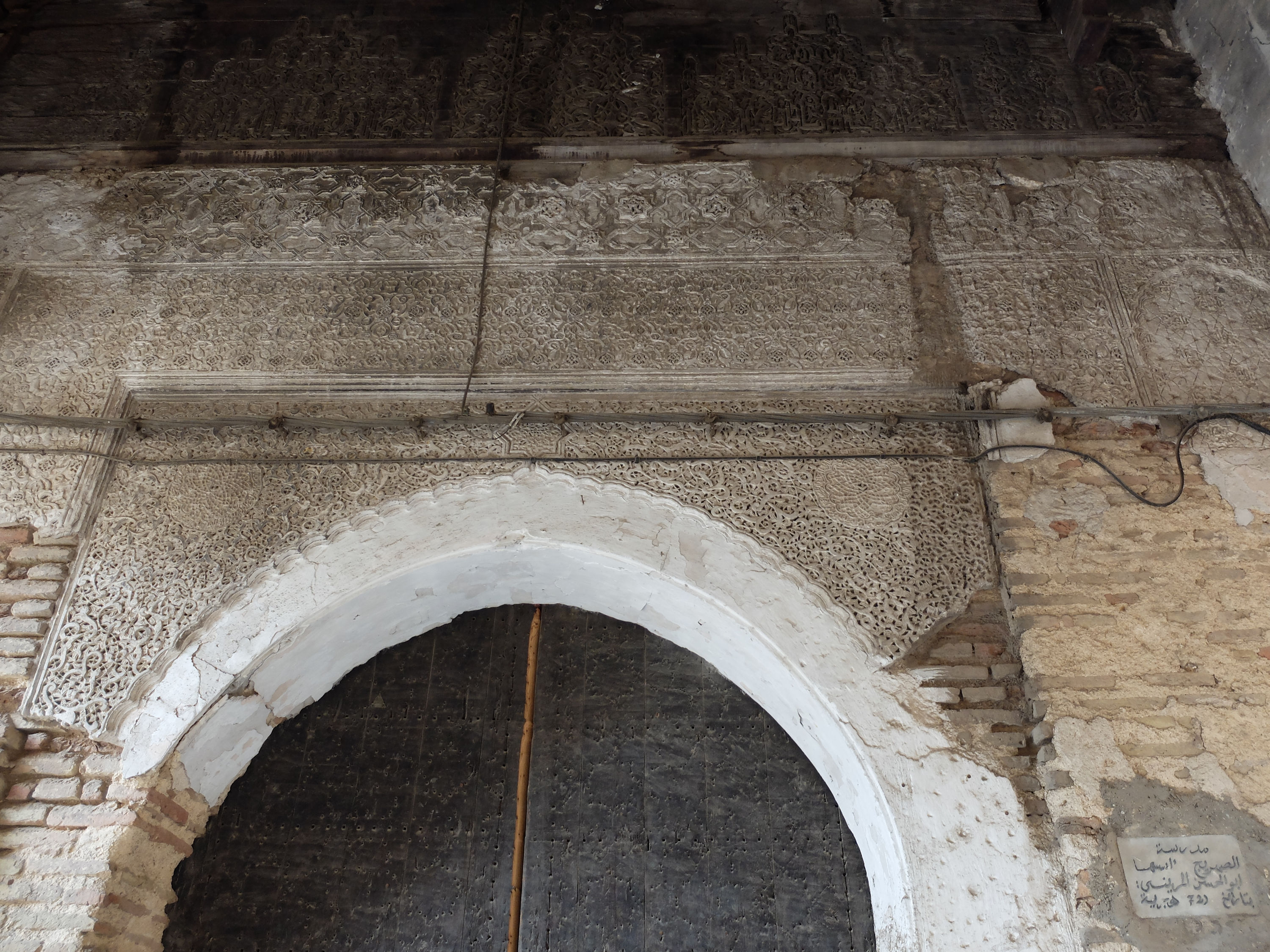
Decoración alrededor de la entrada de la madrasa.
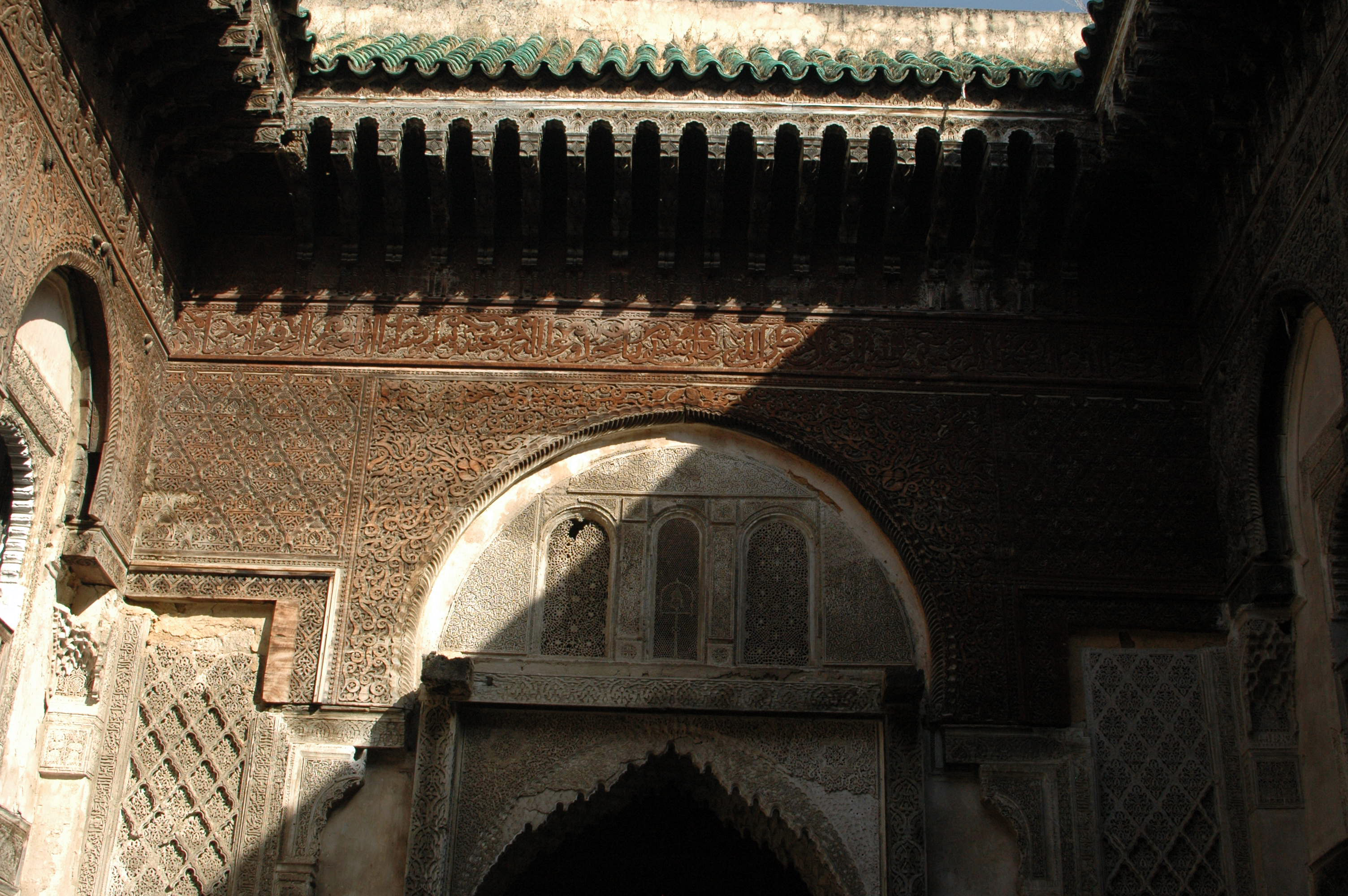
Decoración de los muros superiores del patio, mirando al sureste hacia la sala de oración.
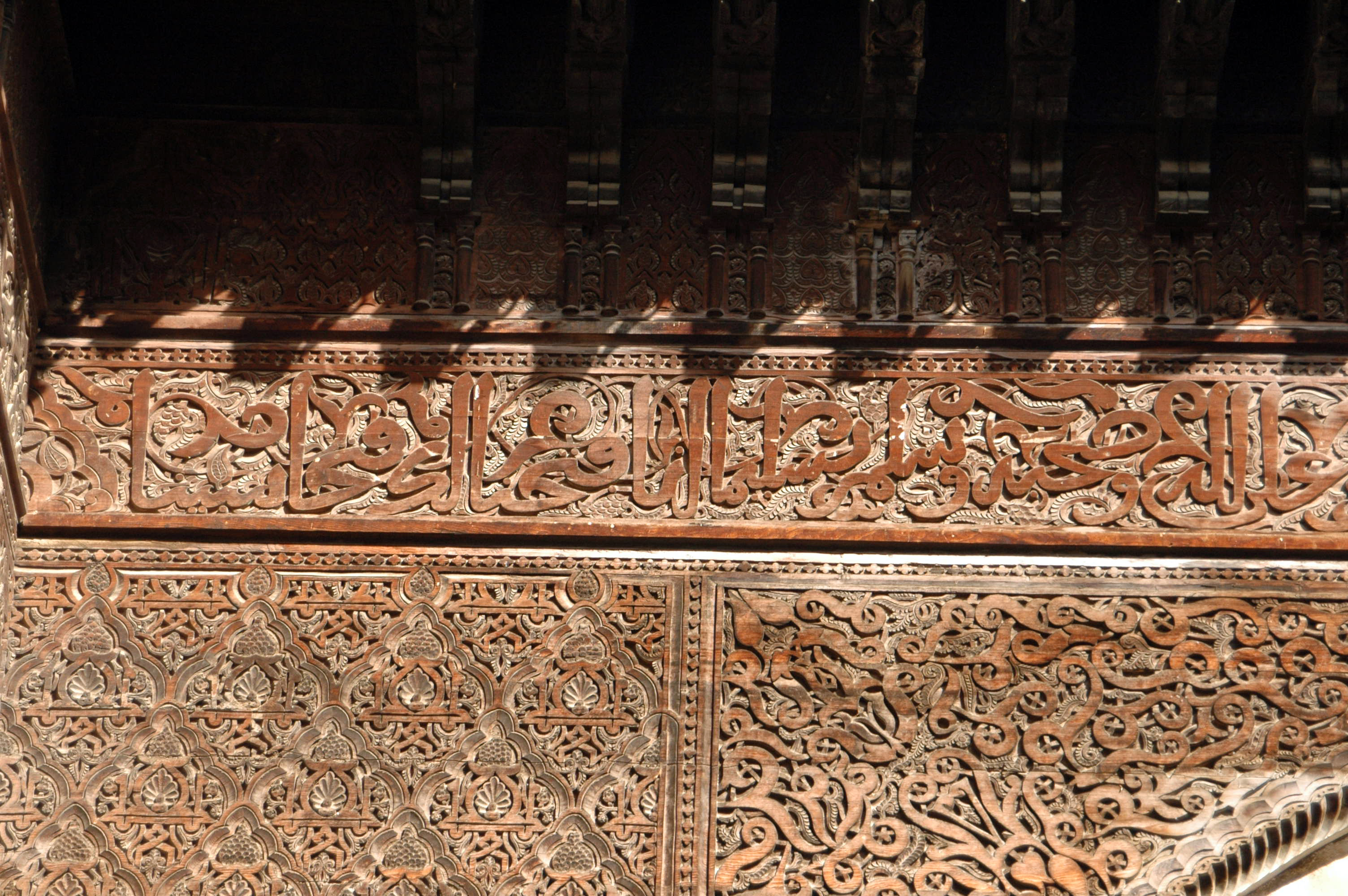
Detalle de inscripciones talladas en madera y motivos arabescos.
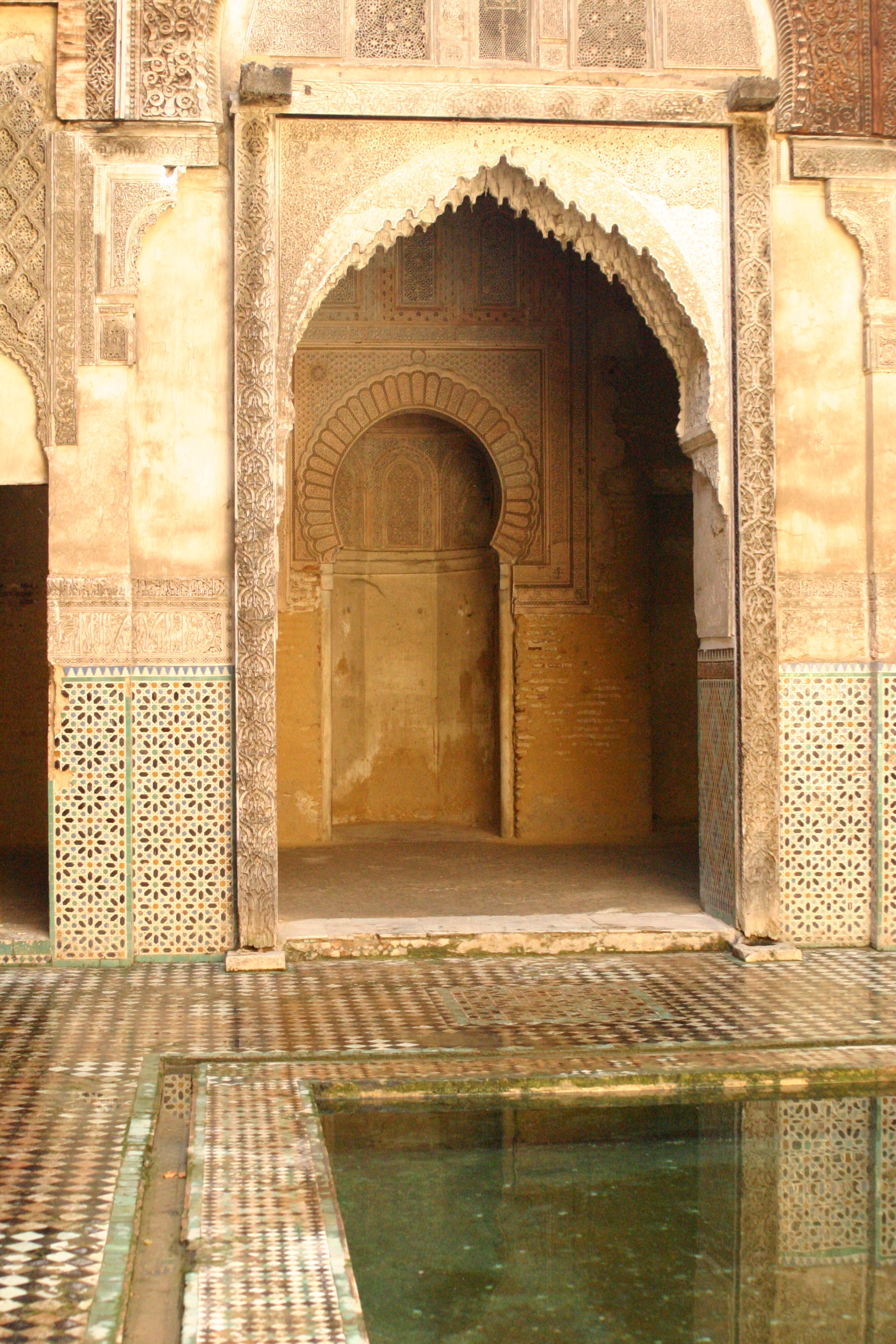
Vista hacia la sala de oración y el mihrab interior.
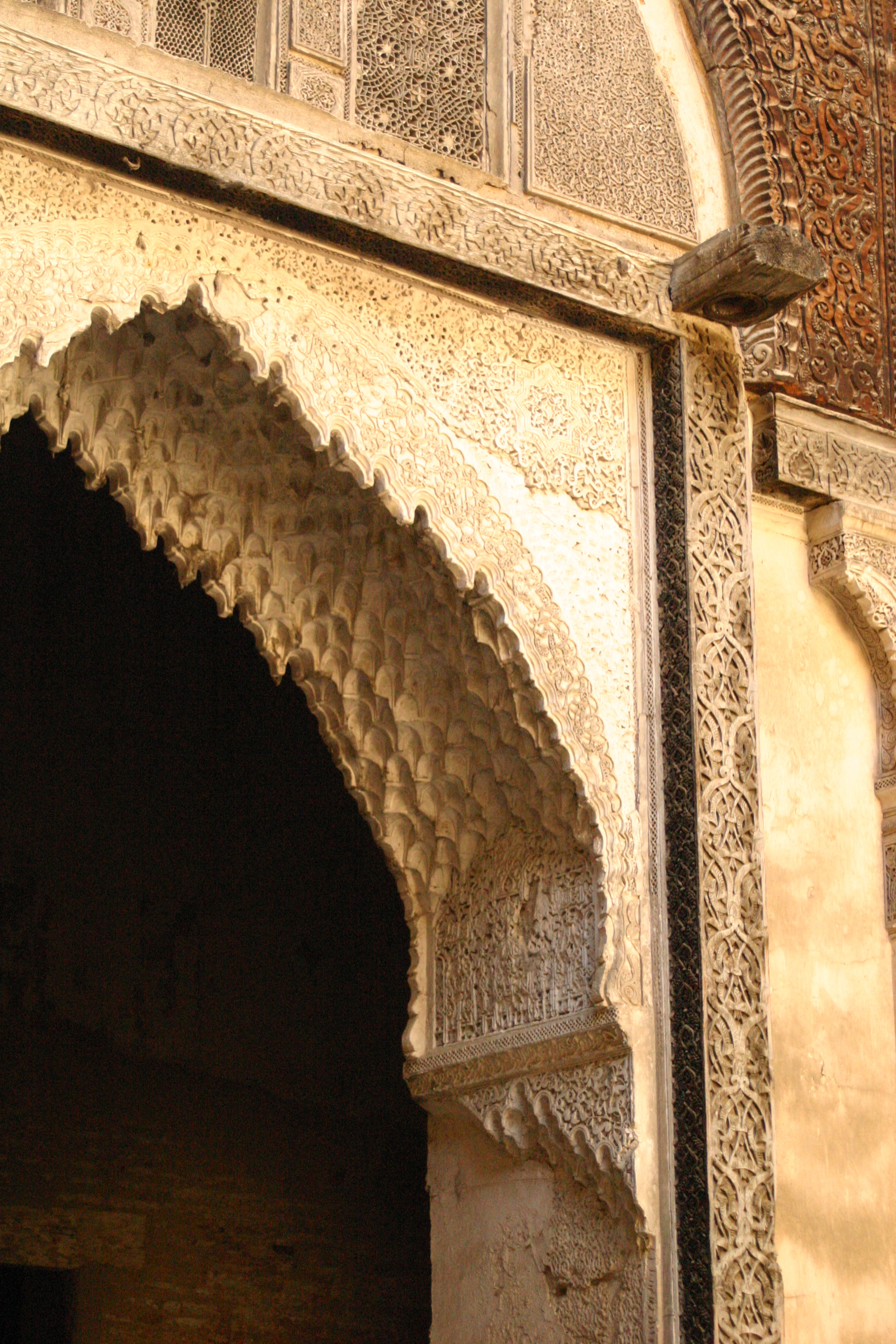
Detalle del arco de mocárabes que conduce a la sala de oración.
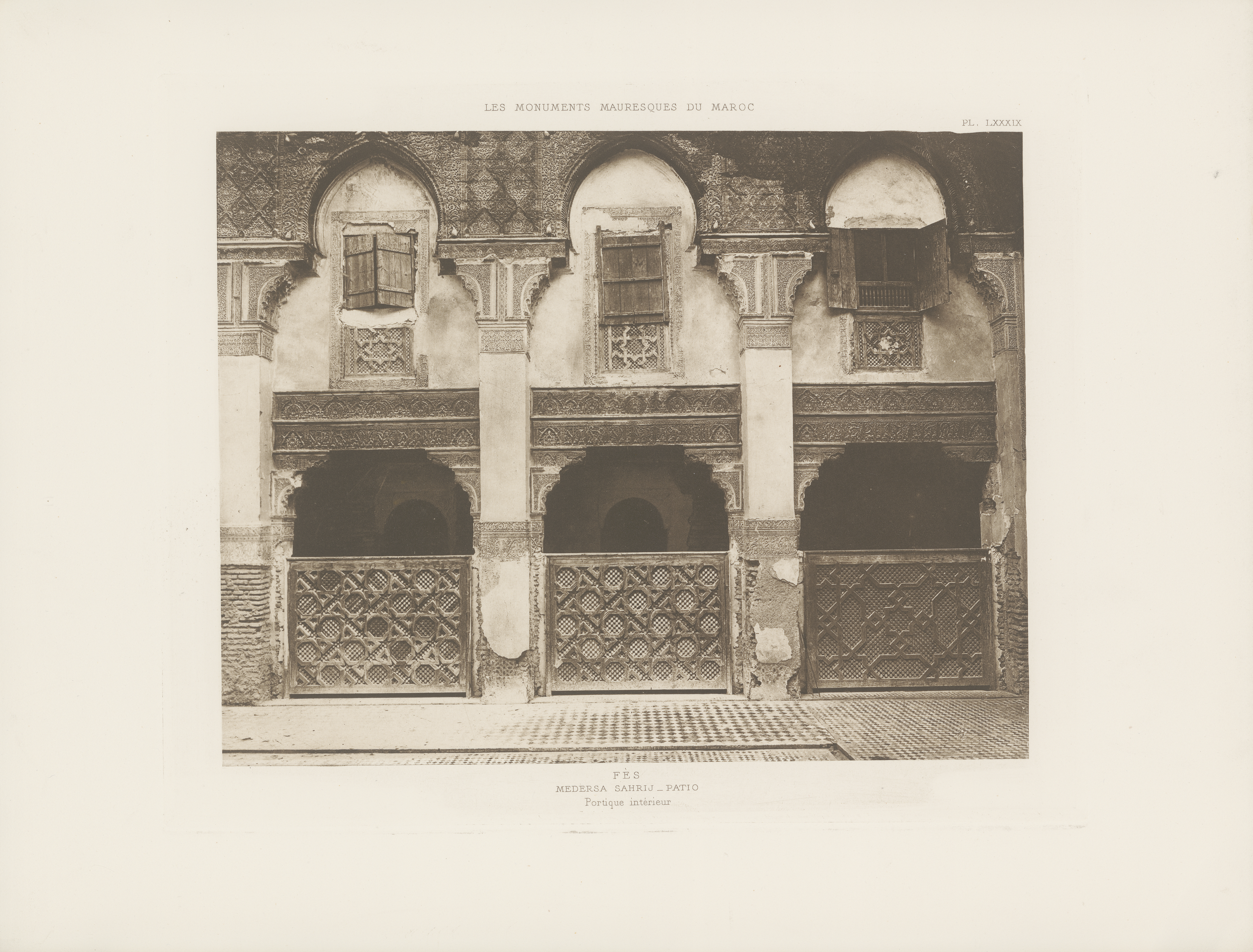
Vista de la galería lateral (de una foto de 1921).
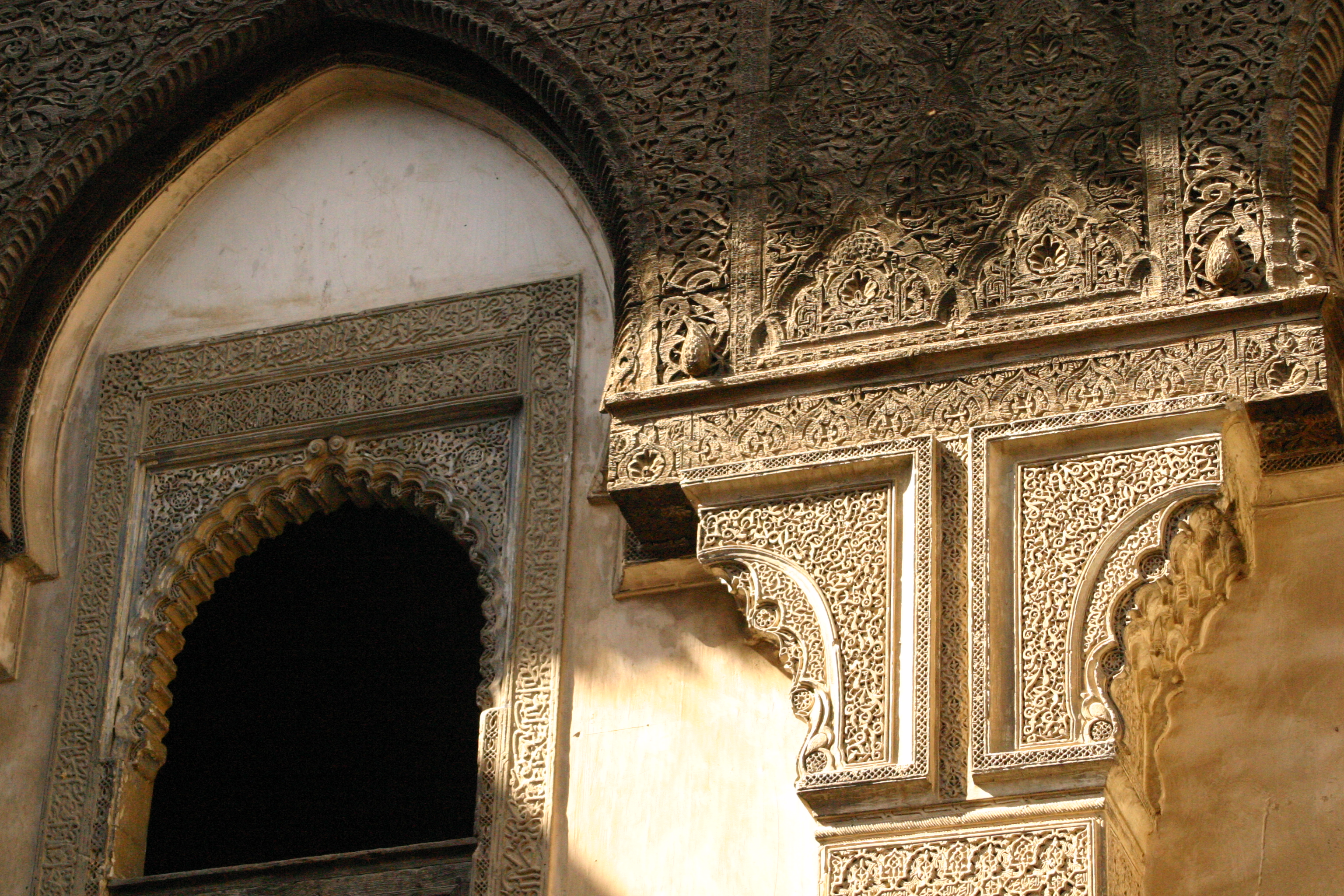
Madera tallada y estuco alrededor de una de las ventanas a lo largo del nivel superior del patio.
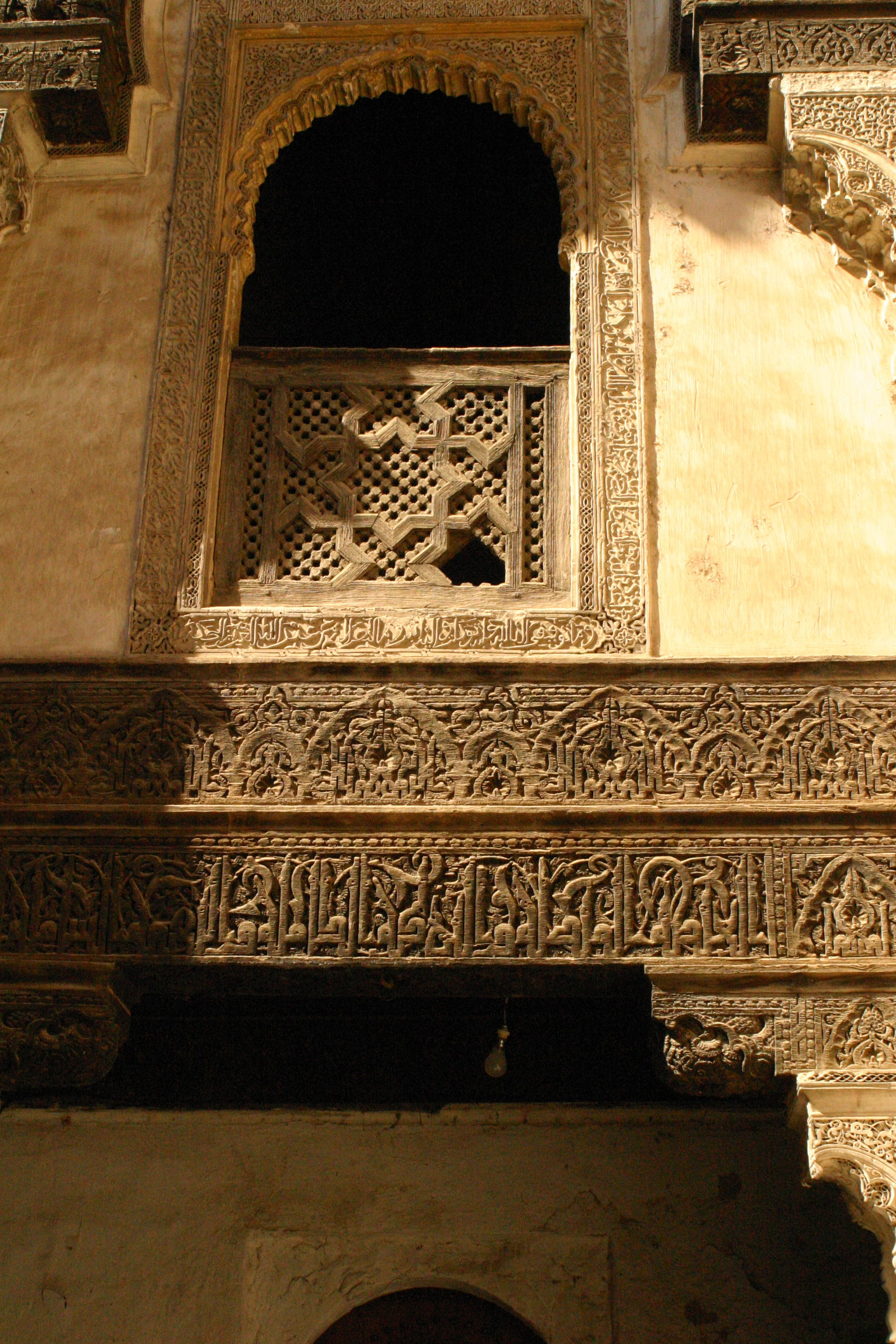
Detalles bajo una de las ventanas.